# O’Shannassy River (Gregory River)
Der O’Shannassy River ist ein Fluss im Nordwesten des australischen Bundesstaates Queensland.

## Geografie

### Flusslauf
Er entspringt bei Split Rock, etwa 60 Kilometer östlich von Camooweal und fließt zunächst nach Nordwesten. Östlich von Morstone wendet er seinen Lauf nach Nordosten bis zum Zufluss des Thornton Rivers. Von dort fließt er nach Norden und mündet bei Riversleigh in den Gregory River.
In seinem Unterlauf bildet er die Ostgrenze des Boodjamulla-Nationalparks.

### Nebenflüsse mit Mündungshöhen
Er hat folgende Nebenflüsse:
- Emu Creek – 268 m
- Bauhinia Creek – 251 m
- Labortion Creek – 239 m
- Big Tots Creek – 236 m
- Morstone Creek – 229 m
- Frith Creek – 229 m
- Corkwood Creek – 228 m
- Argus Creek – 217 m
- Black Eagle Creek – 202 m
- Douglas Creek – 201 m
- Age Creek – 191 m
- Opal Creek – 190 m
- Pompeii Creek – 189 m
- Thornton River – 181 m
- Seymour River – 166 m
- Victor Creek – 150 m
- Brenda Creek – 135 m
- Carl Creek – 129 m